# Gerwasia standleyi
Gerwasia standleyi är en svampart som först beskrevs av George Baker Cummins, och fick sitt nu gällande namn av Cummins & Y. Hirats. 1983. Gerwasia standleyi ingår i släktet Gerwasia och familjen Phragmidiaceae.   Inga underarter finns listade i Catalogue of Life.